# Jallais
Pour les articles ayant des titres homophones, voir Jallet, Jalley et Jalhay.
Jallais est une ancienne commune française située dans le département de Maine-et-Loire, en région Pays de la Loire, devenue le 15 décembre 2015 une commune déléguée au sein de la commune nouvelle de Beaupréau-en-Mauges.

## Géographie
Localité angevine des Mauges, Jallais se situe au nord de La Jubaudière, sur les routes D 756, Beaupréau - La Chapelle Rousselin, D 15, La Poitevinière - La Jubaudière, et D 249, Neuvy en Mauges - Trémentines.
Les localités les plus proches sont La Jubaudière (3 km), La Poitevinière (4 km), La Chapelle-Rousselin (6 km), Le Pin-en-Mauges (7 km), Le May-sur-Èvre (7 km), Andrezé (7 km), Bégrolles-en-Mauges (8 km), Neuvy-en-Mauges (9 km), Saint-Lézin (9 km) et Saint-Georges-des-Gardes (9 km).
L'altitude de la commune varie de 57 à 121 mètres, et son territoire s'étend sur près de 53 km2 (5 287 hectares).

## Toponymie  et héraldique

### Toponymie
Gentilé : les habitants se nomment les Jallaisiens et Jallaisiennes.

### Héraldique
| Blason de Jallais | Blason  | Écartelé : au 1er d'azur au monogramme ND entrelacé d'argent, au 2e de gueules à deux cœurs vidés, couronnés, croisetés et entrelacés d'argent, au 3e de sable à la tour d'argent, au 4e de sinople à la gerbe d'argent ; à la croix d'or brochant sur la partition. |
| Blason de Jallais | Détails | Le statut officiel du blason reste à déterminer. |

## Histoire
Le 13 mars 1793 eut lieu la bataille de Jallais entre les Angevins royalistes et l'armée républicaine, pendant la guerre de Vendée.
C'est à Jallais, alors au cœur de la Vendée militaire le 17 frimaire an II (7 décembre 1793), lors d'une escarmouche entre les troupes républicaines de l'adjudant-général Desmarres et les Vendéens, que fut tué le jeune Joseph Bara, qui devint très rapidement une des figures héroïques de la Révolution.
En 2014, un projet de fusion de l'ensemble des communes de l'intercommunalité se dessine. Le 2 juillet 2015, les conseils municipaux de l'ensemble des communes du territoire communautaire votent en faveur de la création d'une commune nouvelle, qui est effective le 15 décembre 2015,.

## Politique et administration

### Administration municipale

#### Administration actuelle
Depuis le 15 décembre 2015, Jallais est une commune déléguée au sein de la commune nouvelle de Beaupréau-en-Mauges et dispose d'un maire délégué.
| Période                                  | Période  | Identité           | Étiquette | Qualité |
| ---------------------------------------- | -------- | ------------------ | --------- | ------- |
| 15 décembre 2015                         | mai 2020 | Jean-Robert Gachet | DVD       |         |
| mai 2020                                 | en cours | Annick Braud       |           |         |
| Les données manquantes sont à compléter. |          |                    |           |         |

#### Administration ancienne
| Période                                  | Période           | Identité                                   | Étiquette | Qualité                                               |
| ---------------------------------------- | ----------------- | ------------------------------------------ | --------- | ----------------------------------------------------- |
| Les données manquantes sont à compléter. |                   |                                            |           |                                                       |
| 1919                                     | mars 1942 (décès) | Jules Audureau (1870-1942)                 |           | Médecin                                               |
| avril 1942                               | mars 1971         | André Brossier                             |           | Notaire                                               |
| mars 1971                                | mars 1977         | Irène Rabaute                              |           |                                                       |
| mars 1977                                | mars 1989         | Dominique Brossier (fils d'André Brossier) | UDF-CDS   | Notaire Conseiller général de Beaupréau (1994 → 2008) |
| mars 1989                                | mars 2001         | Gustave Rivereau                           |           | Agriculteur, maire honoraire                          |
| mars 2001                                | mars 2008         | Jean-Pierre Leroy                          | DVD       | Fiabiliste                                            |
| mars 2008                                | 14 décembre 2015  | Jean-Robert Gachet                         | DVD       | Agriculteur, ancien premier adjoint                   |

### Ancienne situation administrative
La commune était membre de la communauté de communes du Centre-Mauges, elle-même membre du syndicat mixte Pays des Mauges. La création de la commune nouvelle de Beaupréau-en-Mauges entraîne sa suppression à la date du 15 décembre 2015, avec transfert de ses compétences à la commune nouvelle.
Jallais fait partie du canton de Beaupréau et de l'arrondissement de Cholet. La réforme territoriale du 26 février 2014 élargie le canton et la commune reste attachée à celui-ci.

### Jumelages
Depuis plusieurs années, Jallais est jumelée avec une ville d'Allemagne, en Bavière, Feldkirchen Westerham. Les deux communes ont, depuis peu, fêté les 25 ans du jumelage qui unit ces deux communes par un lieu unique.

## Population et société

### Évolution démographique
L'évolution du nombre d'habitants est connue à travers les recensements de la population effectués dans la commune depuis 1793. À partir du 1er janvier 2009, les populations légales des communes sont publiées annuellement dans le cadre d'un recensement qui repose désormais sur une collecte d'information annuelle, concernant successivement tous les territoires communaux au cours d'une période de cinq ans. 
Pour les communes de moins de 10 000 habitants, une enquête de recensement portant sur toute la population est réalisée tous les cinq ans, les populations légales des années intermédiaires étant quant à elles estimées par interpolation ou extrapolation. Pour la commune, le premier recensement exhaustif entrant dans le cadre du nouveau dispositif a été réalisé en 2004,.
En 2013, la commune comptait 3 277 habitants, en évolution de +4 % par rapport à 2008 (Maine-et-Loire : +3,3 %, France hors Mayotte : +2,49 %).
| 1793  | 1800  | 1806  | 1821  | 1831  | 1836  | 1841  | 1846  | 1851  |
| ----- | ----- | ----- | ----- | ----- | ----- | ----- | ----- | ----- |
| 3 600 | 1 735 | 2 033 | 2 798 | 3 163 | 3 248 | 3 247 | 3 391 | 3 420 |

| 1856  | 1861  | 1866  | 1872  | 1876  | 1881  | 1886  | 1891  | 1896  |
| ----- | ----- | ----- | ----- | ----- | ----- | ----- | ----- | ----- |
| 3 475 | 3 521 | 3 442 | 3 227 | 3 113 | 3 004 | 3 020 | 2 928 | 2 802 |

| 1901  | 1906  | 1911  | 1921  | 1926  | 1931  | 1936  | 1946  | 1954  |
| ----- | ----- | ----- | ----- | ----- | ----- | ----- | ----- | ----- |
| 2 667 | 2 633 | 2 568 | 2 337 | 2 343 | 2 315 | 2 288 | 2 221 | 2 512 |

| 1962  | 1968  | 1975  | 1982  | 1990  | 1999  | 2004  | 2009  | 2013  |
| ----- | ----- | ----- | ----- | ----- | ----- | ----- | ----- | ----- |
| 2 803 | 2 918 | 2 977 | 3 095 | 3 207 | 3 153 | 3 130 | 3 141 | 3 277 |

### Pyramide des âges
La population de la commune est relativement âgée. Le taux de personnes d'un âge supérieur à 60 ans (24,2 %) est en effet supérieur au taux national (21,8 %) et au taux départemental (21,4 %).
À l'instar des répartitions nationale et départementale, la population féminine de la commune est supérieure à la population masculine. Le taux (50,4 %) est du même ordre de grandeur que le taux national (51,9 %).
La répartition de la population de la commune par tranches d'âge est, en 2008, la suivante :
- 49,6 % d’hommes (0 à 14 ans = 18,8 %, 15 à 29 ans = 18,3 %, 30 à 44 ans = 17,9 %, 45 à 59 ans = 23,4 %, plus de 60 ans = 21,6 %) ;
- 50,4 % de femmes (0 à 14 ans = 18,6 %, 15 à 29 ans = 15,9 %, 30 à 44 ans = 18,3 %, 45 à 59 ans = 20,4 %, plus de 60 ans = 26,9 %).

| Hommes | Classe d’âge | Femmes |
| ------ | ------------ | ------ |
| 0,7    | 90 ans ou +  | 1,8    |
| 8,0    | 75 à 89 ans  | 11,2   |
| 12,9   | 60 à 74 ans  | 13,9   |
| 23,4   | 45 à 59 ans  | 20,4   |
| 17,9   | 30 à 44 ans  | 18,3   |
| 18,3   | 15 à 29 ans  | 15,9   |
| 18,8   | 0 à 14 ans   | 18,6   |

| Hommes | Classe d’âge | Femmes |
| ------ | ------------ | ------ |
| 0,4    | 90 ans ou +  | 1,1    |
| 6,3    | 75 à 89 ans  | 9,5    |
| 12,1   | 60 à 74 ans  | 13,1   |
| 20,0   | 45 à 59 ans  | 19,4   |
| 20,3   | 30 à 44 ans  | 19,3   |
| 20,2   | 15 à 29 ans  | 18,9   |
| 20,7   | 0 à 14 ans   | 18,7   |

### Vie locale
Équipements : bibliothèque, poste, maison de retraite, maison de santé, école primaire publique école maternelle privée, école primaire privée,, collège privé, centre social, café, supérette, station-service, stade, etc. La mairie y ouvre une Maison de services au public en mars 2017.
On y trouve aussi un hippodrome, l'hippodrome de la Rochardière, géré par la société des courses de Jallais.

### Manifestations
- Jallais au Marché, le 1er week-end de décembre, avec un marché sur la place de la mairie.
- Festival les Nuits Vertes le dernier week-end de juillet, festival de musique rassemblant 8 000 personnes sur deux jours.
- Théâtre Les baladins de Thalie, représentation les deux premières semaines de mars.
- La Foire aux huîtres avait lieu le 1er week-end de décembre. Cette manifestation a disparu après 24 saisons. Elle fait son grand retour en décembre 2022.

## Économie
Sur 304 établissements présents sur la commune à fin 2010, 39 % relevaient du secteur de l'agriculture (pour une moyenne de 17 % sur le département), 8 % du secteur de l'industrie, 7 % du secteur de la construction, 34 % de celui du commerce et des services et 13 % du secteur de l'administration et de la santé.

## Culture locale et patrimoine

### Lieux et monuments

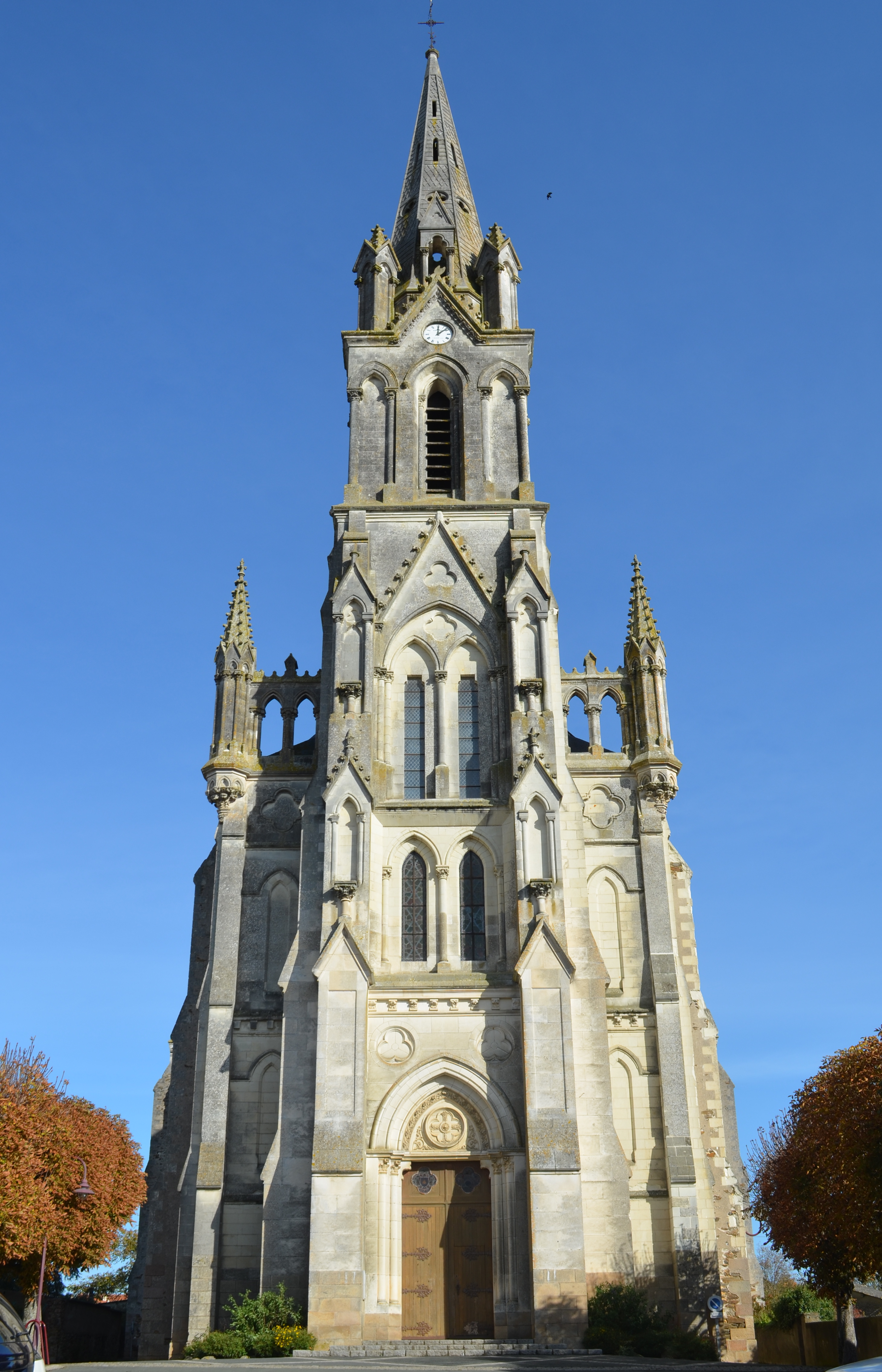
L'église Notre-Dame.

- Le manoir de la Chaperonnière, des XVIe, XVIIIe et XIXe siècles, de pur style angevin, fut le théâtre d'évènements au cours du soulèvement royaliste en faveur de la duchesse de Berry en 1832, dont l'exécution sommaire de Jacques-Joseph de Cathelineau, fils du généralissime Cathelineau. Vers 1850, le château en ruines fut vendu à la famille Courtois, de Beaupréau, qui le restaura en partie peu de temps après[23].
- Le château de Jallais.
- Le château de la Bouère (ruines)[24].
- Le château de Piedouault du XIXe siècle.
- L'église Notre-Dame.

### Personnalités liées à la commune
- Famille Cesbron, dont l'origine est attestée à Jallais au XVIe siècle. Le célèbre écrivain du XXe siècle Gilbert Cesbron, né et mort à Paris, notamment auteur en 1952 de la pièce Il est minuit, docteur Schweitzer, reprise dans le film de même nom, est issu de cette famille.
- Joseph Bara (1779-1793), jeune engagé de 14 ans dans le 8e régiment de hussards, tué lors d'une escarmouche sur le territoire de la commune.
- Jacques-Joseph de Cathelineau (1787-1832), fils du général vendéen Cathelineau, exécuté sommairement par les gendarmes au manoir de La Chaperonnière de Jallais.
- Antoinette-Charlotte Le Duc de La Bouëre (1770-1867), mémorialiste de la guerre de Vendée[25], morte dans la commune.
- Eugène Joseph Daviers (1815-1871), médecin, né dans la commune.
- Valérie Garnier (née en 1965 à Cholet), joueuse puis entraîneuse de basket-ball, a fait ses débuts à Jallais[26].
- Éric Girard (2000), joueur puis entraîneur de basket-ball.
- Hugo Robineau (2000), joueur de basket-ball.
- Léopold Delaunay (2001), joueur de basket-ball.